# Жоров, Андрей Андреевич
Андрей Андреевич Жоров (2 июля 1921, Моисеевка, Енисейская губерния — 8 марта 2004, Краснотуранск, Красноярский край) — пулемётчик 10-го гвардейского кавалерийского полка, гвардии красноармеец — на момент представления к награждению орденом Славы.

## Биография
Родился 2 июля 1921 года в деревне Моисеевка (ныне — в Краснотуранском районе Красноярского края). Окончил 6 классов. Трудился в колхозе.
В 1941 году был призван в Красную Армию Краснотуранский райвоенкоматом и был направлен в формирующуюся в городе Абакане 449-ю стрелковую дивизию. В июле 1942 года в составе дивизии, получившей другой номер — 309, убыл на фронт. Боевой путь начал связистом в 842-м артиллерийском полку. В 1943 году был ранен, после госпиталя направлен в запасной полк в город Чкалов. С февраля 1944 года воевал в составе 10-го гвардейского кавалерийского полка 3-й гвардейской кавалерийской дивизии. С этой частью прошёл до Победы, стал разведчиком.
18 июля 1944 года гвардии красноармеец Жоров первым из отделения форсировал реку Западный Буг. Вблизи населённого пункта Збережа проник в траншею противника, уничтожил его пулемёт с расчётом, который мешал продвижению наших войск. 29 июля в районе города Седльце с группой разведчиков подбил грузовую автомашину с боеприпасами, поразил несколько вражеских солдат и офицера. Приказом по частям 3-й гвардейской кавалерийской дивизии от 9 августа 1944 года гвардии красноармеец Жоров Андрей Андреевич награждён орденом Славы 3-й степени.
21 января 1945 года в районе города Торн гвардии красноармеец Жоров, находясь в поисковой партии, под огнём противника вынес с поля боя убитого товарища. 1 февраля у населённого пункта Венгров из автомата сразил несколько вражеских солдат и 1 взял в плен. Был ранен, но продолжал выполнять боевую задачу. Приказом по войскам 1-го Белорусского фронта от 12 марта 1945 года гвардии красноармеец Жоров Андрей Андреевич награждён орденом Славы 2-й степени.
26 апреля 1945 года в северо-восточнее города Фюрстенвальде гвардии красноармеец Жоров в составе разведывательной группы первым ворвался в траншею противников и метким огнём вывел из строя пулемётную точку и несколько вражеских солдат. В бою за населённый пункт Крылле подавил 2 пулемётные точки, истребил 5 солдат и 1 офицера.
В одном из следующих рейдов разведчики обнаружили концлагерь, атаковали охрану, уничтожив 18 противников, и освободили более полутора тысяч узников. Войну разведчик Жоров закончил на реке Эльбе. В 1946 году был демобилизован.
Указом Президиума Верховного Совета СССР от 15 мая 1946 года за отвагу и геройство, проявленные в бою с немецкими захватчиками в Великой Отечественной войне, гвардии красноармеец Жоров Андрей Андреевич награждён орденом Славы 1-й степени. Стал полным кавалером ордена Славы.
Вернулся на родину. Работал бригадиром полеводческой бригады. За высокопроизводительный труд в послевоенное время удостоен ордена Ленина. С 1958 года трудился монтёром связи и радиофикации на узле связи. Член КПСС с 1969 года. Жил в селе Краснотуранск Красноярского края. Скончался 8 марта 2004 года.
Награждён орденами Ленина, Отечественной войны 1-й степени, Славы 3-х степеней, медалями. В селе Краснотуранск на доме, где последнее время жил ветеран, открыта мемориальная доска.